# Andaba
Andaba es un despoblado español del municipio soriano de Almenar de Soria, en la comunidad autónoma de Castilla y León.

## Historia
Pertenece al término municipal de Almenar de Soria. Se desconoce cuándo se despobló este lugar, sito entre los pueblos sorianos de Mazalvete y Almenar. Pertenece al término municipal de este último. Estuvo en manos del priorato de San Benito, del conde de Gómara y del ingeniero de caminos Joaquín Núñez de Prado y Fernández, natural de Madrid, que lo compró.
Aparece descrito en el segundo volumen del Diccionario geográfico-estadístico-histórico de España y sus posesiones de Ultramar de Pascual Madoz con las siguientes palabras:

ANDABA: desp. en la prov. y part. jud. de Sória, térm. jurisd. de Almenar (1/2 hora): sit. entre los térm. de los pueblos de Mazalbete y Almenar; perteneció al priorato de San Benito de Sória y al Sr. conde de Gomara, pero hoy pertenece á este último y á D. Joaquin Nuñez de Prado, vec. de Madrid, por compra que ha hecho á la Hacienda pública; conserva las ruinas de su igl. y algunas casas, pero se duda el tiempo y el motivo de su despoblacion; hay una deh. boyal de bastante estension con su buena fuente, de donde sin duda se surtirian sus habitantes.
(Madoz, 1845, p. 275)